# Заплатин
Запла́тин — село в Україні, у Стрийському районі Львівської області. Населення становить 425 осіб. Орган місцевого самоврядування - Стрийська міська рада.

## Релігія
У селі є греко-католицька громада, яка належать до парафії Різдва Пресвятої Богородиці Добрянського деканату Стрийської єпархії УГКЦ.

## Пам'ятки
У селі є церква Різдва Пресвятої Богородиці.

## Постаті
- Болеста Іван Михайлович (* 1950) — український фізик. Доктор фізико-математичних наук, професор. Член НТШ; заслужений професор Львівського університету.